# Vedrana Malec
Vedrana Malec, née le 24 mars 1990 à Zagreb, est une fondeuse croate.

## Biographie
Malec, membre du club SK Sljeme, apparaît dans les courses officielles de la FIS en 2006 et participe à deux reprises aux Championnats du monde junior.
Après une première sélection en championnat du monde en 2009 à Liberec, elle fait ses débuts dans la Coupe du monde en décembre 2010 à Davos, puis grâce à son succès au classement général de la Coupe des Balkans en 2013, peut prendre part régulièrement à la compétition à partir de l'hiver 2013-2014, où elle finit 38e d'une course à Szklarska Poręba, puis court les Jeux olympiques à Sotchi, où elle est engagée sur les quatre épreuves individuelles, pour un meilleur résultat de 50e sur le trente kilomètres. Elle y est aussi porte-drapeau lors de la cérémonie de clôture.
Aux Championnats du monde 2015 à Lahti, elle finit notamment 49e sur le dix kilomètres et 50e sur le skiathlon, soit ses meilleurs résultats dans un événement majeur.
En 2018, alors génée par des blessures, elle prend part à ses deuxièmes jeux olympiques à Pyeongchang, où ses résultats sont 64e du sprint classique et 71e du dix kilomètres libre. 
Malec a remporté également la Coupe des Balkans en 2016, 2017, 2019 et 2020.

## Palmarès

### Jeux olympiques d'hiver
| Épreuve / Édition   | Sprint                           | Sprint                           | 10 km                            | 10 km                            | Skiathlon 2 × 7,5 km | 30 km | Relais | Relais   |
| Épreuve / Édition   | libre                            | classique                        | libre                            | classique                        | Skiathlon 2 × 7,5 km | 30 km | Sprint | 4 × 5 km |
| JO 2014 Sotchi      | 60e                              | Épreuve inexistante à cette date | Épreuve inexistante à cette date | 56e                              | 57e                  | 50e   | -      | -        |
| JO 2018 Pyeongchang | Épreuve inexistante à cette date | 64e                              | 71e                              | Épreuve inexistante à cette date | -                    | -     | -      | -        |

Légende :
- : pas d'épreuve
- — : Non disputée par Malec

### Championnats du monde
| Épreuve / Édition           | Sprint                           | Sprint                           | 10 km                            | 10 km                            | Poursuite / Skiathlon 2 × 7,5 km | 30 km | Relais | Relais   |
| Épreuve / Édition           | libre                            | classique                        | libre                            | classique                        | Poursuite / Skiathlon 2 × 7,5 km | 30 km | Sprint | 4 × 5 km |
| Mondiaux 2009 Liberec       | 77e                              | Épreuve inexistante à cette date | Épreuve inexistante à cette date | -                                | -                                | -     | -      | -        |
| Mondiaux 2011 Oslo          | 71e                              | Épreuve inexistante à cette date | Épreuve inexistante à cette date | 59e                              | -                                | -     | -      | -        |
| Mondiaux 2013 Val di Fiemme | Épreuve inexistante à cette date | 72e                              | 67e                              | Épreuve inexistante à cette date | 58e                              | -     | -      | -        |
| Mondiaux 2015 Oberstdorf    | Épreuve inexistante à cette date | -                                | 50e                              | Épreuve inexistante à cette date | 49e                              | -     | -      | -        |
| Mondiaux 2017 Lahti         | 50e                              | Épreuve inexistante à cette date | Épreuve inexistante à cette date | 60e                              | -                                | -     | -      | -        |
| Mondiaux 2019 Seefeld       | 59e                              | Épreuve inexistante à cette date | Épreuve inexistante à cette date | 64e                              | 53e                              | -     | -      | -        |
| Mondiaux 2021 Oberstdorf    | Épreuve inexistante à cette date | 57e                              | 63e                              | Épreuve inexistante à cette date | -                                | -     | 19e    | -        |

Légende :
- : pas d'épreuve
- — : Non disputée par Malec